# Lista de prefeitos de Itinga do Maranhão
Esta é a lista de prefeitos e vice-prefeitos de Itinga do Maranhão, município brasileiro do estado do Maranhão.
| Nº | Nome                                                                       | Partido | Vice-prefeito                                                              | Início do mandato     | Fim do mandato         | Observações                                           |
| 1  | Raimundo Pimentel Filho (Cajapió, 11.02.1941–)                             | PSD     | Luzivete Botelho da Silva (Riachão, 04.12.1960–)                           | 1º de janeiro de 1997 | 31 de dezembro de 2000 | Prefeito e vice eleitos em sufrágio universal         |
| 2  | Raimundo Pimentel Filho (Cajapió, 11.02.1941–)                             | PSD     | Leocádio dos Reis Carvalho † (Amarante, 09.12.1942 – 24.06.2020)           | 1º de janeiro de 2001 | 31 de dezembro de 2004 | Prefeito reeleito e vice eleito em sufrágio universal |
| 3  | Francisco Valbert de Ferreira Queiroz, Quininha (Imperatriz, 09.02.1970–)  | PP      | Edivaldo Francischetto, Túnel (PRP) (Nova Venécia, 21.03.1963–)            | 1º de janeiro de 2005 | 31 de dezembro de 2008 | Prefeito e vice eleitos em sufrágio universal         |
| 4  | Luzivete Botelho da Silva (Riachão, 04.12.1960–)                           | PDT     | Jamel Georges Daher (PTC) (Santa Helena, 18.02.1965–)                      | 1º de janeiro de 2009 | 31 de dezembro de 2012 | Prefeita e vice eleitos em sufrágio universal         |
| 5  | Luzivete Botelho da Silva (Riachão, 04.12.1960–)                           | PDT     | Francisco Bosco do Nascimento (PTC) (Tuntum, 02.12.1963–)                  | 1º de janeiro de 2013 | 31 de dezembro de 2016 | Prefeita reeleita e vice eleito em sufrágio universal |
| 6  | Lúcio Flávio Araújo Oliveira (Imperatriz, 04.07.1979–)                     | PSDB    | Paulo Roberto Carvalho, Mano (DEM) (Imperatriz, 18.01.1973–)               | 1º de janeiro de 2017 | 31 de dezembro de 2020 | Prefeito e vice eleitos em sufrágio universal         |
| 7  | Lúcio Flávio Araújo Oliveira (Imperatriz, 04.07.1979–)                     | PSDB    | Jamel Georges Daher (PSD) (Santa Helena, 18.02.1965–)                      | 1º de janeiro de 2021 | 31 de dezembro de 2024 | Prefeito reeleito e vice eleito em sufrágio universal |
| 8  | Leny Paula Fermiano Aguiar Paula do Quininha (Barra do Corda, 04.12.1984–) | PP      | José Ardson Fermiano da Silva "Edinho do Posto" (Paragominas, 14.06.1970–) | 1º de janeiro de 2025 | 31 de dezembro de 2028 | Prefeito e vice eleitos em sufrágio universal         |